# Mario is Missing!
『Mario is Missing!』 (マリオ イズ ミッシング!) は、ソフトウェア・ツールワークス (The Software Toolworks) が開発、マインドスケープ社 (Mindscape) が発売した日本未発売の地理学習ゲームソフト。1992年にMS-DOS版、1993年にSNES版とNES版、およびMS-DOS版をリニューアルした『Mario is Missing! CD-ROM DELUXE』、1994年にMacintosh版が発売されており、NES版のみラディカル・エンターテイメント (Radical Entertainment) の開発。アメリカでは同様のシリーズが複数発売されている（en:Educational Mario gamesの項目も参照）。
任天堂よりライセンスを受けて制作されているが、開発には任天堂は関わっておらず、他の『マリオシリーズ』作品との関連はほとんどない。本作では失踪したマリオを探すという筋書きのためルイージが主人公となっており、ルイージが単独で主役を張るゲームとしては後に発売されるゲームキューブ用ソフト『ルイージマンション』に先んじている。

## ストーリー
クッパは南極大陸に城を構え、通信販売でドライヤーを大量に購入して南極の氷を溶かすことで、地球に洪水を起こそうとしていた。クッパはカメ一族の手下を世界各地の都市に送り込み、購入資金を確保するために各地の名物を盗ませた。マリオ、ルイージ、ヨッシーはクッパの計画を阻止するためにクッパの城へ向かうが、ルイージは城に入るのをためらい、マリオだけで乗り込んだ結果マリオはクッパに囚われてしまう。ルイージはマリオを助け、世界を救わなくてはならない。

## ゲーム内容
ルイージを操作し、クッパ城の各階を制覇していく。各階には世界各地へ繋がる土管が配置されており、土管の先でクイズに答えた後、階を守るコクッパを倒して先に進む。NES版にはコクッパは登場せず、階もひとつのみで7つの扉の先にそれぞれ土管が2つ配置されている。
ゲームのメインとなるのは土管に入った先にある世界各地の都市で、盗まれた名産品をクッパの手下から取り戻す。土管に入るとまず都市の中を横スクロール画面で進んでいき、3匹いるノコノコを踏みつけて倒すと名産品を取り戻せる。一応アクションの体裁をとってはいるが、ルイージが敵に当たってもミスになることはない。全て取り戻すと見下ろし型のマップ画面になり、名産品を元の場所へ返しに行き、それぞれの場所でその都市・国に関するクイズが出題される。これら全てに正解するとその都市はクリアとなる。
グロビュレーター (Globulator) という道具を使うことで、別行動でマリオを探しているヨッシーの位置を特定でき、合流することができる。ヨッシーに乗ると倍のスピードで移動できるようになる。
全ての都市をクリアすると最終ボスとの戦いになるが、ここでもミスになることはない。NES版のボスはクッパに似ているもののルイージより小さいキャラクターで、クッパとは別物なのか、クッパを表現しようとして失敗しているのかは定かでない。
SNES版のグラフィックはルイージやヨッシーなどのキャラクターをはじめ多くが『スーパーマリオワールド』の流用である。NES版は『スーパーマリオワールド』のグラフィックを模して色数を落としたようなキャラクターが使用されている。
SNES版ではボスとしてルドウィッグ・イギー・ロイ、PC版ではさらにラリー・ウェンディが登場する。CD-ROM DELUXE版ではピーチやドンキーコングなど他のキャラクターも追加されている。